# Microzetidae
Microzetidae är en familj av kvalster. Microzetidae ingår i överfamiljen Microzetoidea, ordningen Sarcoptiformes, klassen spindeldjur, fylumet leddjur och riket djur. Enligt Catalogue of Life omfattar familjen Microzetidae 184 arter. 
Microzetidae är enda familjen i överfamiljen Microzetoidea.

## Dottertaxa till Microzetidae, i alfabetisk ordning[1]
- Acanthozetes
- Acaroceras
- Afrozetes
- Anakingia
- Arenozetes
- Baloghoizetes
- Berlesezetes
- Brazilozetes
- Calozetes
- Caucasiozetes
- Cavernozetes
- Christovizetes
- Comorozetes
- Cosmozetes
- Cuspitegula
- Dinozetes
- Fusozetes
- Hauserozetes
- Hymenozetes
- Kalyptrazetes
- Kaszabozetes
- Licnozetes
- Microzetes
- Mirabilozetes
- Miracarus
- Mystacozetes
- Mysterozetes
- Orthozetes
- Oxyzetes
- Papuazetes
- Phylacozetes
- Plumozetes
- Protozetes
- Rhabdozetes
- Rhopalozetes
- Rugozetes
- Schalleria
- Schalleriella
- Schizozetes
- Sturmozetes
- Szentivanyella
- Trichozetes
- Vermacarus